# Pascal Borel
Pascal Borel (ur. 26 września 1978 w Karlsruhe) – niemiecki piłkarz, grający na pozycji bramkarza.